# Нікрітіна Ганна Борисівна
Ганна Борисівна Нікрітіна (нар. 5 жовтня 1900, Чернігів, Російська імперія — пом. 10 грудня 1982, Ленінград, РРФСР, СРСР) — радянська кіно — і театральна драматична акторка, артистка Камерного театру в Москві (до 1928), ленінградського Великого драматичного, Заслужена артистка Російської РФСР (1934).

## Біографія
Сестра Соломона Нікрітіна.
З 1909 по 1917 рік навчалася в Київській Соловцовській гімназі. З 1917 грала в Соловцовському театрі в Києві. З 1917 по 1919 році навчалася в Київській драматичній студії. З 1919 по 1920 рік працювала артисткою Полтавського міського театру.
У 1920 року переїхала до Москви, де грала в Камерному театрі. Жила в будинку, що розташовувався в Богословському провулку.
У 1928 році переїхала до Ленінграду. З 1928 грала у Великому драматичному театрі (Ленінград). У 1930 році жила в Ленінграді по вул. Марата № 47-49. З 1936 по 1937 працювала артисткою Центрального театру Червоної Армії.
Одружилась з поетом Анатолієм Марієнгофом. Народила сина Кирила (10.07.1923, Одеса — 4.03.1940, Ленінград), який покінчив з собою.
Похована на Богословському кладовищі Санкт-Петербурга поруч з чоловіком (на ділянці 21).

## Роботи в театрі
- «Безприданниця» — матір Лариси Огудалової[13].
- «Приборкання містера Робінзона» — Альмагула;
- «Аристократи» — Сонька;
- «Єгор Буличов та інші» — Варвара;
- «Три товстуни» — Суок[14];
- «Вавилонський адвокат» — Зера[15].

## Фільмографія
- «Вороги» — Клеопатра Петрівна Скроботова (дружина Михайла Скроботова; 1953);
- «Людина-амфібія» — мати Зуріти («Для тебе у неї закрита двері, а для інших — відкрите вікно!», 1961);
- «Тетянин день» — власниця капелюшного салону (1967);
- «Зелена карета» — директорка пансіону (1967).